# Brudny glina (film 2011)
Brudny glina - film dramatyczny produkcji amerykańskiej z 2011 roku w reżyserii Orena Movermana, który wspólnie z Jamesem Ellroyem odpowiadał za scenariusz. W rolach głównych wystąpili Woody Harrelson, Ice Cube, Ned Beatty, Anne Heche czy Steve Buscemi. Zdjęcia do obrazu odbywały się w miejscowości Los Angeles, w stanie Kalifornia.

## Fabuła
Oficer Dave Brown (Woody Harrelson) służy w oddziale Rampart. Nie przestrzegając żadnych zasad wydziału, sam wymierza sprawiedliwość. Niewiele ma wspólnego z godnym zaufania, opanowanym i praworządnym stróżem prawa. Oprócz tego ma również problemy z własną rodziną, bowiem wychowuje dwie córki, każdą z innego związku. Żyje z dnia na dzień. Życie na krawędzi osiąga krytyczny moment, kiedy Dave zostaje sfilmowany podczas brutalnego pobicia ciemnoskórego kierowcy, z którym miał stłuczkę. Od tej pory życie oficera się diametralnie zmienia. Będąc w centrum skandalu korupcyjnego, prześwietlona zostaje cała jego przeszłość. Na światło dzienne wychodzą poprzednie sprawy. Stając się celem dla prasy, dziennikarzy i własnej rodziny, rozpoczyna walkę z przestępcami i samym sobą.

## Obsada
- Woody Harrelson jako Dave Brown
- Ned Beatty jako Hartshorn
- Ben Foster jako "General" Terry
- Anne Heche jako Catherine
- Ice Cube jako Kyle Timkins
- Cynthia Nixon jako Barbara
- Sigourney Weaver jako Joan Confrey
- Robin Wright jako Linda Fentress
- Steve Buscemi jako Bill Blago
- Brie Larson jako Helen
- Don Creech jako Head Shark Lawyer
- Jon Bernthal jako Dan Morone
- Robert Wisdom jako kapitan